# Harold Spencer Jones
Sir Harold Spencer Jones [hêrold spénser džóuns], KBE, FRS, angleški astronom, * 29. marec 1890, London, Anglija, † 3. november 1960, London.

## Življenje in delo
Spencer Jones je bil deseti kraljevi astronom med letoma 1933 in 1955.
Leta 1913 je postal glavni pomočnik na Kraljevem observatoriju Greenwich. Med letoma 1945 in 1948 je bil predsednik Mednarodne astronomske zveze.
Določil je paralakso Sonca in s tem astronomsko enoto iz opazovanj asteroida 433 Eros v njegovem bližnjem preletu med letoma 1930 in 1931.
Ob izstrelitvi Sputnika je dejal: »vesoljsko potovanje je nesmiselno.«

## Priznanja

### Nagrade
- zlata medalja Kraljeve astronomske družbe (1943)
- kraljeva medalja Kraljeve družbe (1943)
- medalja Bruceove (1949)

### Poimenovanja
Po njem se imenujeta udarna kraterja Spencer Jones na Luni in Jones na Marsu, ter asteroid glavnega asteroidnega pasu 3282 Spencer Jones.